# 군 (미국)

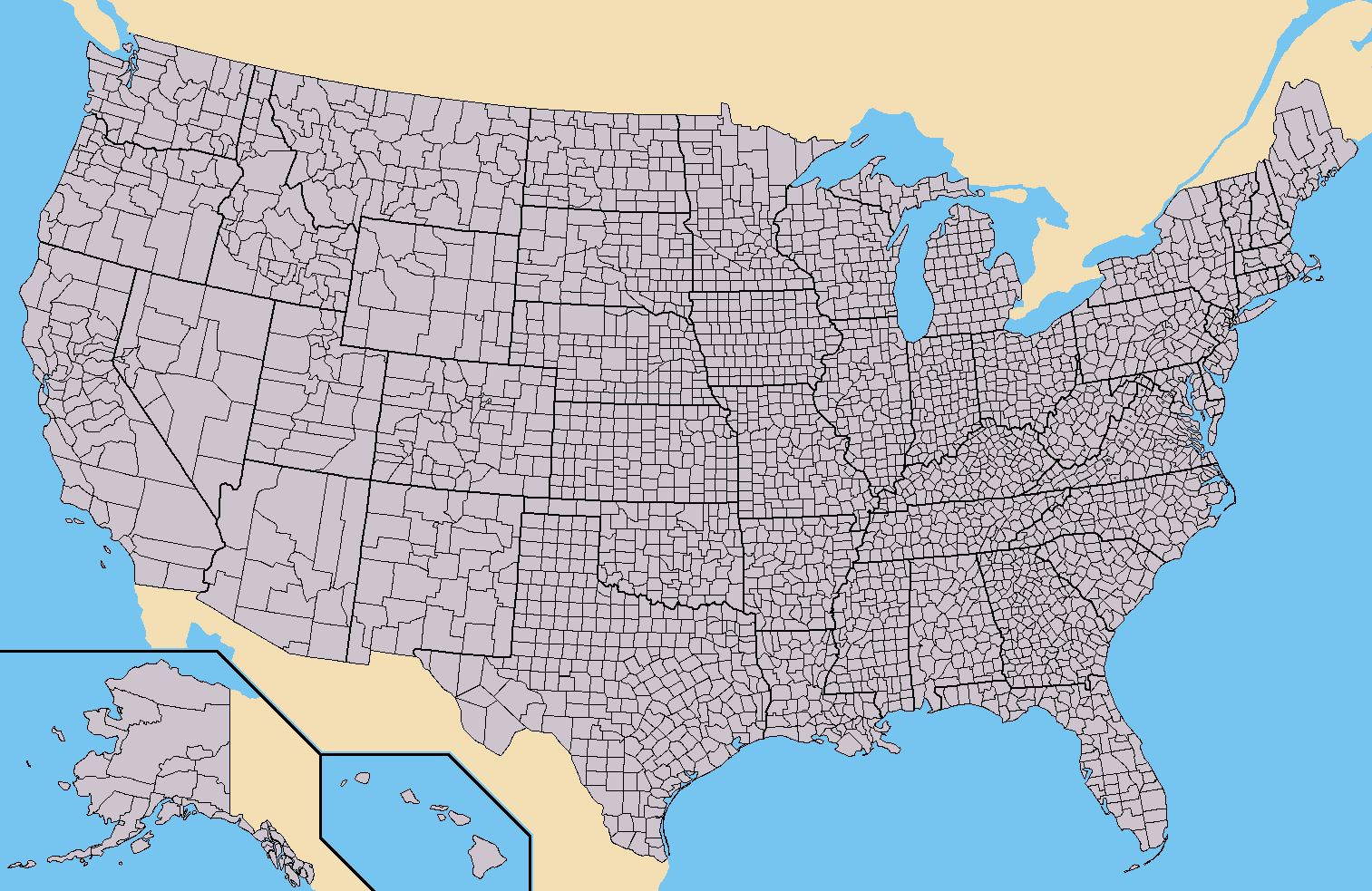
미국의 군 지도

미국의 군(郡, 영어: county, 카운티)은 주 아래에 있는 지방 행정구역이다. 군은 카운티 외에 패리시(parish) 또는 버러(borough)라고도 한다. 보통은 군 안에 시(City)·읍(Town)·리(Village) 등이 있다. 시(city)가 지방자치단체로서 법률과 정책을 만들어 집행하는 데 비해, 군(county)은 주의 법과 정책을 집행하고 지역별에 맞게 적용하는 역할을 한다.

## 현황
대부분의 주(州, state)는 기본적으로 주 밑에 군(county)을 두는데, 이러한 명칭을 가진 것이 2018년 1월 기준으로 3,007개이다. 루이지애나주는 64개의 교구(parish)를, 알래스카주는 16개의 구(borough)를 두고 있다. 시군 통합도시(consolidated city–county) 성격을 가져서 대한민국의 도농복합시와 비슷한 독립시(independent city)는 42개 있는데, 버지니아주에 39개, 메릴랜드주에 1개, 미주리주에 1개, 네바다주에 1개 있다. 알래스카주에서 구(borough)와 별도로 있는 구역(census area)이 11개 있고, 워싱턴 D.C 즉 컬럼비아 특별구(District of Columbia) 1개가 있다. 이렇게 군(county) 또는 군과 동격(county equivalent)인 것을 모두 합하면, 미국 전역에 3,141개가 있다.

## 특별한 경우
군의 지위는 주에 따라 크게 다르다. 같은 주 안에서도 군의 규모, 특히 인구에 따라 지위가 달라서, 인구가 많은 군은 주로부터 상당히 큰 권한을 위임받기도 한다. 반면에 면적이 작고 인구도 적은 코네티컷주와 로드아일랜드주에서는 군이 행정구역으로는 폐지되어 군청조차 없다. 현재 코네티컷주에서는 군이 사법권 관할구역으로만 남아 있을 뿐이고, 로드아일랜드주에서는 군이 완전히 폐지되어 이름만 남아 있다.

## 카운티와 시의 입장
카운티는 주가 계획한 각 지역구에서 시민들에 의해 선출되어 구성되는 위원회가 이끌어 가며 위원회에서 위원중 위원장을 선출한다.
한편 그 하위 행정단위인 시는 시장과 시의원들을 시민들이  선출한다.
시(city)가 시민권 자치에 기반한 지방자치단체로서 법률과 정책을 만들어 집행하는 데 비해, 군(郡, 카운티, county)은 주(州, state)의 법과 정책을 집행하고 지역별에 맞게 적용하는 역할을 하기위한 주의 행정상 구획으로 이해해볼 수 있으며  다만 행정상 기구의 성질을 보완하기 위해서 그 상위에 위원회를 두고 있으며 이들 위원회의 위원들은 시민투표로 선출된다.

## 한국의 군과의 차이
대한민국의 군(郡)은 시(市)와 동급의 지방 행정 구역이지만, 미국의 카운티는 시(city)보다 상위의 지방 행정 구역이다. 미국의 카운티는 법원, 검찰 등 독립적인 사법 기구를 가지고 있으나, 그 하위 행정 구역인 시에는 이를 두지 않는다. 한편 미국의 카운티와 비교할만한 경우로서 대한민국의 행정 기구로는 세종특별자치시나 제주특별자치도를 유의해보는 것도 유의미하다.

## 같이 보기
- 군 (행정 구역)
- 미국의 주
- 미국의 행정 구역
- 광역지방자치단체
- 기초지방자치단체